# 한국어의 언어 순수주의
한국어의 언어 순수주의는 외래어를 가능한 한 토박이말로 재정리하는 것이며, 비속한 말과 틀린 말을 고운 말과 표준어 및 올바른 말로 바꾸는 것, 즉 한국어를 다듬는 일을 뜻한다. 언어의 변화는 사회적 현상이어서 함부로 손을 댈 수 없으므로 국어순화는 언어의 사회성에 위배되는 문제점이 있지만, 말의 역기능을 막고 순기능을 살린다는 장점이 있다.

## 순화어 보급 활동
국립국어원에서는 순화어를 선정하여 신어자료집과 검색 포털 사이트를 통해 보급하고 있다. 순화대상어와 순화어 제안은 ‘모두가 함께하는 우리말 다듬기’라는 웹사이트에서 받고 있으며, 누리꾼들의 투표로 뽑힌 순화어의 최초 제안자와 순화대상어 제보자에게는 문화상품권을 지급한다.

## 우리말 살려쓰기 운동
한편 외국어를 단순히 한국어로 그대로 번역하여 바꾸거나 억지스럽게 바꾸기보다는 민중들이 쓰는 말을 살려서 써야 한다고 주장하는 사람도 있다. 우리말 살려쓰기에 앞장선 ‘말글 운동가’로는 《우리글 바로쓰기》를 지은 이오덕이 대표적이다.
고유어를 보존하기 위해 노력하는 단체로는 한글문화연대가 있다.

## 외국어·외래어 유입을 보는 시각
대중매체 중 특히 방송에서 무분별한 외국어 사용이 늘면서 고유어를 밀어내는 현상이 일어나고 있다는 지적과 염려도 있다.
한편, 고종석 한국일보 편집위원은 현대 한국어를 '감염된 언어'로 규정하면서, 일본어에서 들어와 음역된 한자어까지 모두 쓰지 못하게 한다면, 어떤 말도 제대로 할 수가 없어질 것이라고 하였다. 그리고 김하수 연세대학교 국어국문학과 교수는 현대 한국어가 가진 '기의 상실'이라는 문제점을 지적하며, 외국어가 성급한 음역으로 도입되는 문제를 '내적자율성 상실'의 징후로 보았다.

## 조선민주주의인민공화국의 국어 순화
조선민주주의인민공화국에서는 한국 토박이말을 남한보다 폭넓게 살려씀과 함께 여진족에 의해 유래된 지명을 순 우리말 또는 그와 무관한 한자어로 순화하였다.

## 같이 보기
- 생각 및 사상
  - 언어 순수주의
  - 한국 국민주의
- 언어
  - 고유어
  - 앵글리시
  - 하이 아이슬란드어
  - 한국어
- 한글
  - 한글전용과 국한문혼용
  - 한글의 우수성에 관한 논란